# Flash Flanagan
Christopher Kindred (Indianápolis, 6 de abril de 1974) é um wrestler profissional norte-americano que participou de diversas promoções de wrestling mais conhecido pelo seu ring name Flash Flanagan.

## Carreira no wrestling profissional
No início da carreira, Kindred formou uma equipe com Wolfie D, conhecida como The Blacksheep. Ele também fez parcerias com Billy Travis, Nick Dinsmore e Steven Dunn. Flanagan teve uma luta no WWF Monday Night Raw onde foi derrotado por Brian Christopher, além de três lutas em 1999 no WWF Shotgun Saturday Night, todas com derrotas. Entre 1999 e 2002, teve um contrato de desenvolvimento com a WWF/WWE.
Após sair da WWE, passou a atuar na NWA:TNA sob o nome de Kobain no grupo The Disciples of the New Church, ao lado de seu ex-parceiro Wolfie D (Slash). Depois, competiu como Slash Venom na IWA Porto Rico. Em 2005, teve uma breve passagem pela Ring of Honor.
Atualmente, atua no circuito independente do sudeste dos Estados Unidos, principalmente na United States Wrestling Organization, Showtime All-Star Wrestling e New Era Pro Wrestling, além de outras promoções em Indiana. Em novembro de 2012, retornou à Ohio Valley Wrestling como um mascarado que atacava seu antigo rival Trailer Park Trash. Em 5 de dezembro, foi desmascarado e revelou estar trabalhando para Josette Bynum com o objetivo de "limpar o lixo da OVW".
Em 3 de agosto de 2013, Flanagan conquistou o OVW Television Championship, tornando-se o 12º Triple Crown Champion da OVW. Perdeu o título para Elijah Burke em 11 de setembro de 2013. Em março de 2015, durante o evento principal da Hoosier Pro Wrestling, foi atacado por Scarecrow Eddie Felson e Wicked Clown, desafiando posteriormente o campeão Double R Rob Ramer e os campeões de duplas para uma luta no evento de abril.

## Títulos e conquistas
- Hoosier Pro Wrestling
  - HPW Heavyweight Championship (3 vezes)[3]
  - HPW Tri-State Championship (1 vez)
  - Hall of Fame (Classe de 2014)

- IWA Porto Rico
  - IWA World Heavyweight Championship (1 vez)
  - IWA Intercontinental Championship (1 vez)[1]
  - IWA World Tag Team Championship (4 vezes) – com Miguel Perez (1) e Chicano (3)
  - IWA Hardcore Championship (6 vezes)[1]

- Music City Wrestling
  - MCW North American Tag Team Championship (1 vez) – com Wolfie D

- National Wrestling Alliance
  - NWA North American Tag Team Championship (1 vez) – com Wolfie D[1]

- New Era Wrestling
  - NEW Heavyweight Championship (1 vez)

- NWA Midwest
  - NWA Indiana Heritage Championship (1 vez)

- Ohio Valley Wrestling
  - OVW Heavyweight Championship (4 vezes)[4]
  - OVW Hardcore Championship (1 vez)[5]
  - OVW Television Championship (1 vez)
  - OVW Southern Tag Team Championship (5 vezes) – com BJ Payne (1), Doug Basham (1), Nick Dinsmore (1) e Trailer Park Trash (2)
  - 12º Triple Crown Champion da OVW

- Pennsylvania Championship Wrestling
  - PCW Americas Heavyweight Championship (1 vez)[1]
  - PCW Tag Team Championship (1 vez) – com Glen Osbourne[1]

- Pro Wrestling Illustrated
  - PWI colocou-o como #122 dos 500 melhores lutadores individuais no PWI 500 de 1999[6]

- Southern Illinois Championship Wrestling
  - SICW Classic Championship (4 vezes)[7]
  - SICW Tag Team Championship (atual)[8]

- United States Wrestling Association
  - USWA World Tag Team Championship (6 vezes) – com Billy Travis (2), Steven Dunn (3), Doug Gilbert (1) e Nick Dinsmore (1)[1]

- XCW Midwest Championship Wrestling
  - XCW Midwest Heavyweight Championship (1 vez)